# Pilatus PC-12
El Pilatus PC-12 és un avió lleuger de passatgers i càrrega monomotor propulsat per turbohèlice i dissenyat i construït per l'empresa suïssa Pilatus Aircraft.

## Desenvolupament
El disseny fou anunciat per Pilatus el 1989, considerant el PC-12 com un competidor directe del Cessna Caravan. El primer vol es va realitzar el 1991, i la certificació i entrega de les primeres unitats de producció el 1994.

## Variants
PC-12/41
Versió original de producció certificada l'any 1994 i equipada amb un motor Pratt & Whitney Canada PT6A-67B. La major parts d'aquests models inicials s'han actualitzat a la versió /45.
PC-12/45
Versió certificada el 1996 i equipada amb un motor Pratt & Whitney Canada PT6A-67B permetent augmentar el pes màxim d'enlairament fins als 4.500 kg.
PC-12/47
Versió certificada l'any 2005 amb un motor Pratt & Whitney Canada PT6A-67B i un pes màxima d'enlairament de 4.740 kg.
PC-12/47E
Subvariant certificada l'any 2008 amb una actualització amb aviònica moderna amb cabina amb pantalles multi-funció i un motor Pratt & Whitney Canada PT6A-67P. Es comercialitza amb el nom PC-12 NG (Next Generation).
PC-12M Spectre
Plataforma per a missions especials paramilitars comercialitzada als Estats Units d'Amèrica, denominada originalment com a Eagle.
U-28A
Designació militar als Estats Units del PC-12.

### PC-12NGX
L'octubre de 2019 Pilatus va anunciar la nova variant PC-12NGX amb canvis substancials en el motor, aviònica i cabina. Aquesta inclou el turbohèlix PT6E-67XP, amb control digital del motor (FADEC) i major potència assolint una velocitat de creure de 290 nusos (537 km/h). També es millora l'aviònica amb pantalles tàctils i control d'acceleració automàtic, per altra banda la cabina inclou finestres amb un 10% més de superfície i nous seients.

## Especificacions (PC-12/47E)
Dades de la pàgina oficial del Pilatus PC-12/47E
Característiques generals
- Tripulació: un o dos pilots
- Capacitat: 9 passatgers en configuració estàndard, 6 a 8 per executius
- Càrrega útil: 1.500 kg
- Longitud: 14,40 m
- Envergadura: 16,23 m
- Alçada: 4,26 m
- Superfície de l'ala 25,81 m²
- Pes buit: 2.974 kg
- Pes carregat: 4.740 kg
- Pes màxim d'enlairament: 4.740 kg
- Motors: 1×  turbohèlice Pratt & Whitney Canada PT6A-67B, 895 kW
- Maximum landing: 4.700 kg

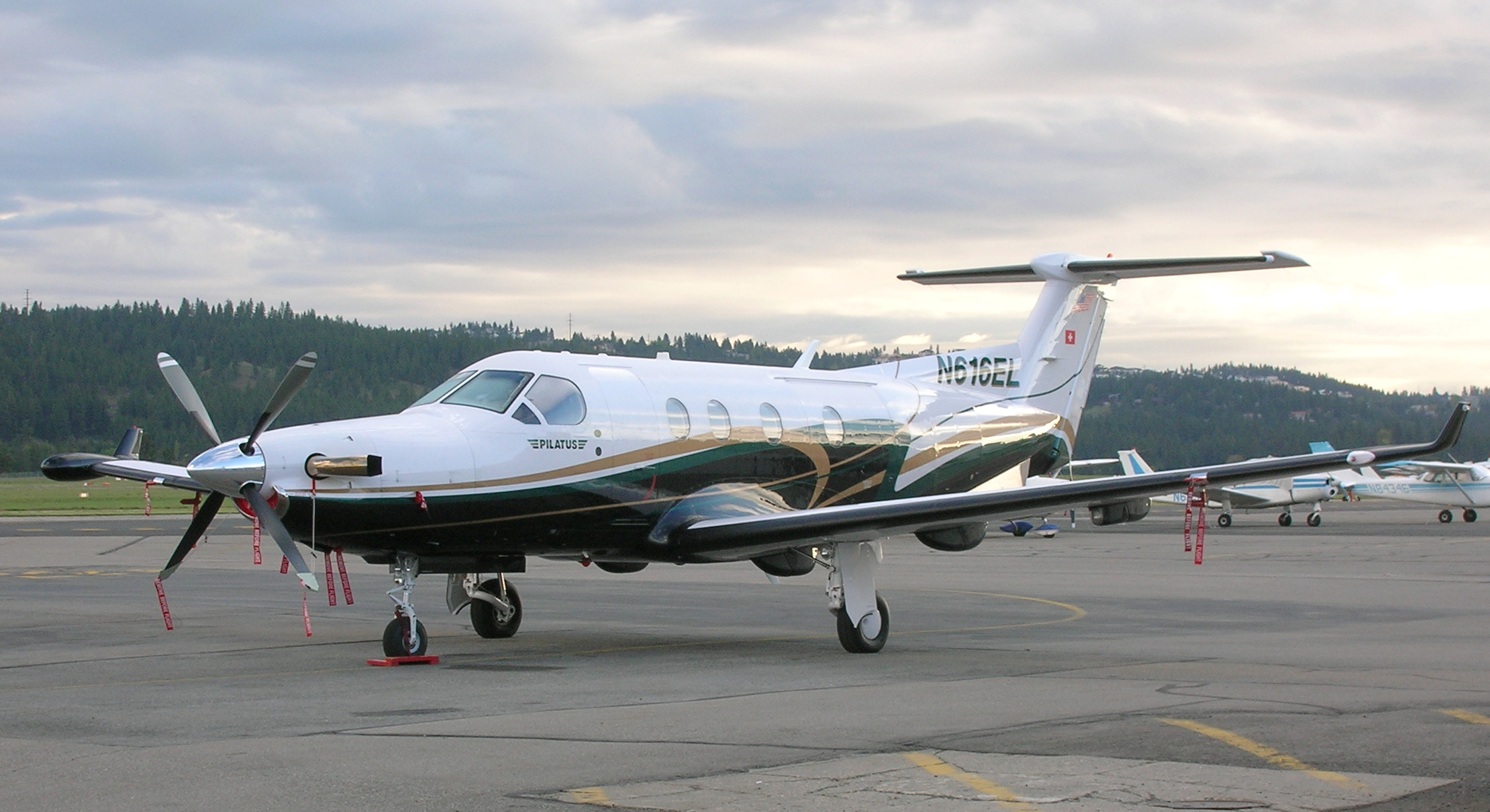
Pilatus PC-12/45 a Felts Field, Spokane, Washington.

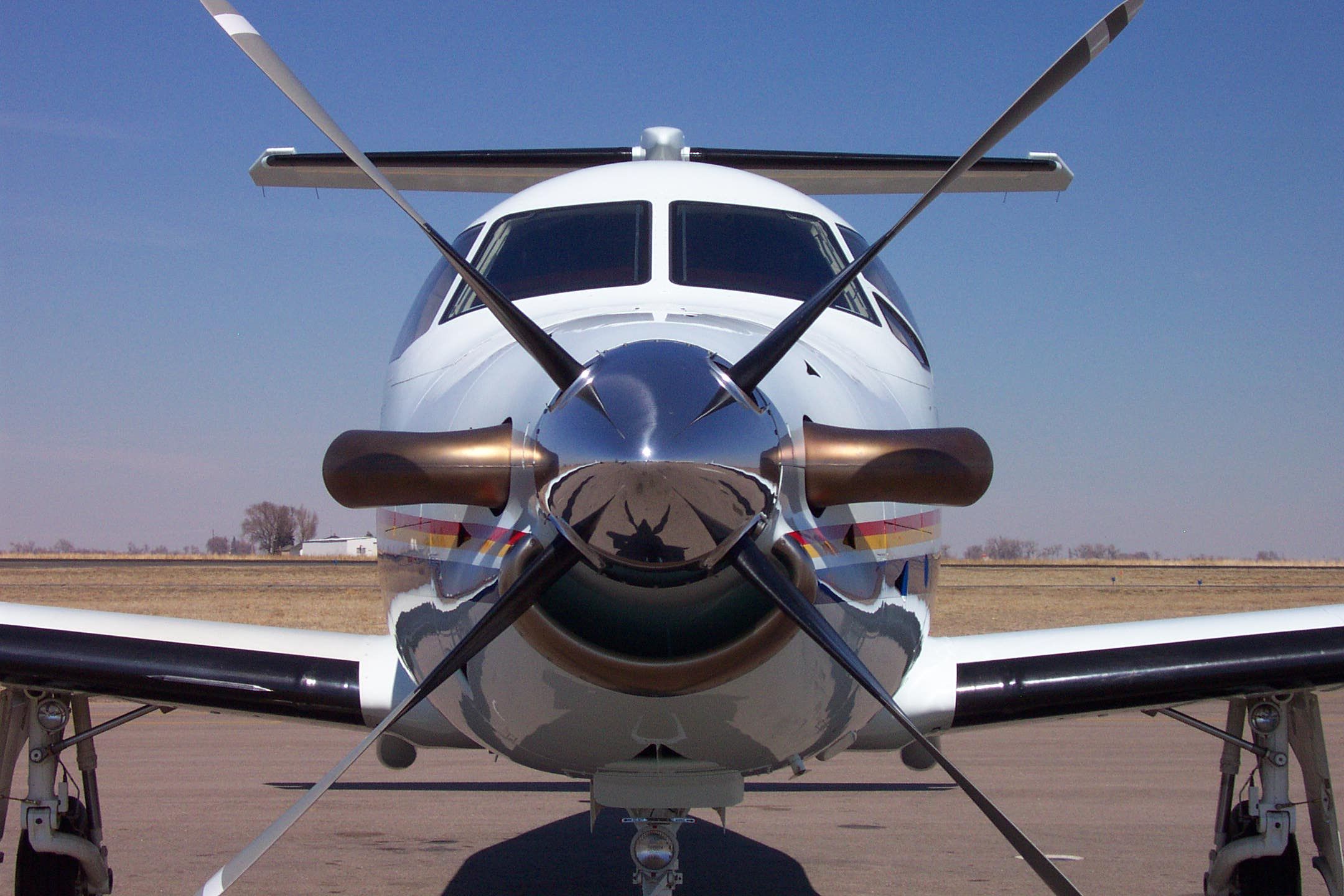
Visió frontal d'un PC-12 de la Policia Muntada del Canadà a Winnipeg, any 2007

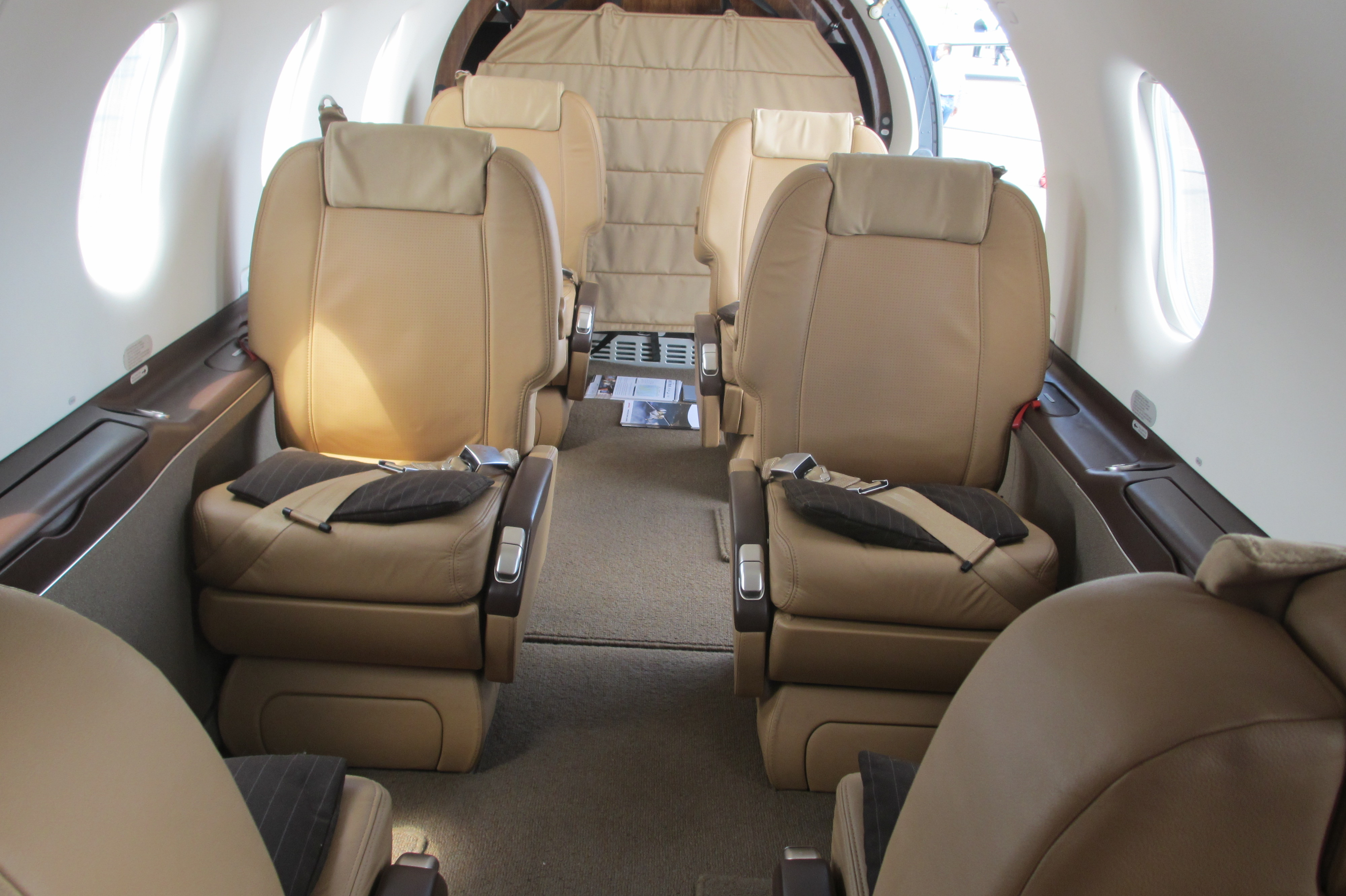
Interior de la cabina de passatgers en configuració executiva.

- Màxima càrrega amb combustible màxim: 539 kg
- Envergadura de l'estabilitzador de cua: 5,20 m
- Hèlice: Hartzell HC - E4A - 3D/E10477K – amb 4 pales d'alumini
- Diàmetre de l'hèlice: 2,67 m
- RPM de l'hèlice: 1.700 rpm

 Rendiment 
- Velocitat de creuer: 519 km/h
- Velocitat d'entrada en pèrdua: 120 km/h
- Sostre de servei: 9.144 m
- Ràtio d'ascens: 512 m/min al nivell del mar
- Càrrega alar: 174,3 kg/m²
- Potència/pes: 3,7 kg/cavall
- Abast amb cap passatger: 4.149 km (2.239 milles nàutiques)
- Abast amb 9 passatgers: 2.804 km (1.513 mn)
- Distància d'enlairament fins a superar un obstacle de 15 m: 701 m
- Distància d'enlairament fins a final de pista: 450 m
- Distància d'aterratge superant un obstacle de 15 m: 558 m
- Distància d'aterratge en pista: 228 m
- Cabina:

- 9,34 m³ (versió de passatgers)
- 5,95 m³ (versió combinada passatgers/càrrega)Aviònica

- Cabina de pilotatge de vidre Honeywell Primus APEX